# Deutsche Gesellschaft für Geriatrie
Die Deutsche Gesellschaft für Geriatrie e. V. (DGG) ist die wissenschaftliche Fachgesellschaft der Ärzte, die sich auf die Medizin der späten Lebensphase spezialisiert haben. Ergo beschäftigt sich die Fachgesellschaft inhaltlich mit der Verbesserung der medizinischen Versorgung des alternden Menschen. Sie wurde 1985 gegründet und hat rund 1.850 ordentliche, korrespondierende, fördernde und Ehrenmitglieder. Sie ist damit die größte unter den Fachgesellschaften in Deutschland, die sich mit der Medizin der späten Lebensphase befassen. Ziel der Gesellschaft ist die Koordination von Forschung, Praxis und Lehre in der Geriatrie. Präsident der Gesellschaft ist seit September 2018 Hans Jürgen Heppner, Lehrstuhlinhaber an der Universität Witten/Herdecke und Chefarzt der Klinik für Geriatrie am HELIOS Klinikum Schwelm.

## Mitgliedschaften
Die DGG ist seit 1990 Mitglied der Arbeitsgemeinschaft der Wissenschaftlichen Medizinischen Fachgesellschaften (AWMF).

## Kongresse und Aktivitäten
Die DGG setzt sich für die ärztliche Fort- und Weiterbildung ein, um die medizinische Versorgung hochbetagter Patienten zu verbessern. Ein Anliegen der Fachgesellschaft ist es, die Geriatrie in Forschung und Lehre an den Universitäten stärker zu verankern. Außerdem macht sie sich seit vielen Jahren für die Einführung eines Facharztes für Innere Medizin und Geriatrie stark.
Die Gesellschaft fördert die Etablierung von alterstraumatologischen Zentren an Kliniken und setzt sich für die interdisziplinäre Behandlung von geriatrischen Patienten ein.
Die DGG nimmt Stellung zu aktuellen medizinischen und gesundheitspolitischen Themen, die geriatrische Patienten betreffen.
Jährlich veranstaltet die DGG einen wissenschaftlichen Kongress, zuletzt im September 2020 als Online-Veranstaltung.

## Leitlinien zur Behandlung
Die Gesellschaft entwickelt zu Themen ihres Fachgebiets medizinische Leitlinien, die im Rahmen des AWMF-Leitlinienprogramms veröffentlicht werden.

## Arbeitsgruppen
Die Fachgesellschaft ist in Arbeitsgruppen organisiert, die sich in ihrer Forschung und Praxis mit verschiedenen Schwerpunkten auseinandersetzen:
- Alterstraumatologie
- Anämie im Alter
- Arzneimitteltherapie

- Assessment
- Demenz
- Diabetes
- Dysphagie
- Ernährung und Stoffwechsel
- Gefäßerkrankungen / Angiologie
- Geriatrie im Pflegeheim
- Geriatrische Onkologie
- Geriatrie und Palliativmedizin
- Gerontopsychosomatik
- Inkontinenz
- Impfen
- Kardiologie
- Mobile Geriatrische Rehabilitation
- Mundgesundheit
- Neurologie
- Notfall- und Intensivmedizin
- Prävention
- Sarkopenie und Osteoporose
- Schmerz und Alter
- Studentische Lehre

## Online-Jobbörse
Seit 2011 verfügt die DGG über eine Online-Jobbörse für Fachkräfte mit dem Schwerpunkt Geriatrie. Mit Einnahmen aus dem spezialisierten Stellenmarkt fördert die DGG ihre Presse- und Öffentlichkeitsarbeit. Die Jobbörse bietet aktuelle Stellenangebote für Leitende Ärzte, Oberärzte und Chefärzte mit oder ohne Zusatzweiterbildung Geriatrie, für geriatrisch interessierte Assistenzärzte, Internisten, Allgemeinmediziner, Neurologen und weitere Fachärzte.